# 盧氏宗祠 (江門市)
卢氏宗祠位於廣東省江門市蓬江區潮連島盧邊村村中心，建於明朝（1487），占地1034.8平方米。是目前島內最古老，最完整和最大的宗祠，内設“敦本堂”。
數百年來，見證着潮連島的風風雨雨，歷史變遷，經過幾番修葺。祠堂用来祭祖，緬懷先祖。

## 歷史
始建於明成化二十三年（1487年），购地兴建一中堂。弘治七年（1494年），扩建。
明正德三年（1508年），建成今日的规模，名师陈白沙先生题额“敦本堂”。
光绪二十七年（1901年），在此建起“敦本学堂”。
新中国成立后，卢氏宗祠被用作学校，或被用作粮食仓库等。直到学校和仓库的迁出。
2000年列入江门市文物保护单位。
2005年重修，盧邊社區集資重修。